# Saint-Saphorin-sur-Morges
Saint-Saphorin-sur-Morges es una antigua comuna suiza del cantón de Vaud, situada en el distrito de Morges.
Hasta el 31 de diciembre de 2007 la comuna formó parte del círculo de Colombier. Desde el 1 de julio de 2011 hace parte de la comuna de Echichens tras la fusión de las comunas de Colombier, Echichens, Monnaz y Saint-Saphorin-sur-Morges.

## Geografía
La antigua comuna limitaba al norte con las comunas de Vullierens y Aclens, al noreste con Romanel-sur-Morges, al este con Bremblens, al sureste con Echichens, al suroeste con Monnaz, y al noroeste con Colombier.

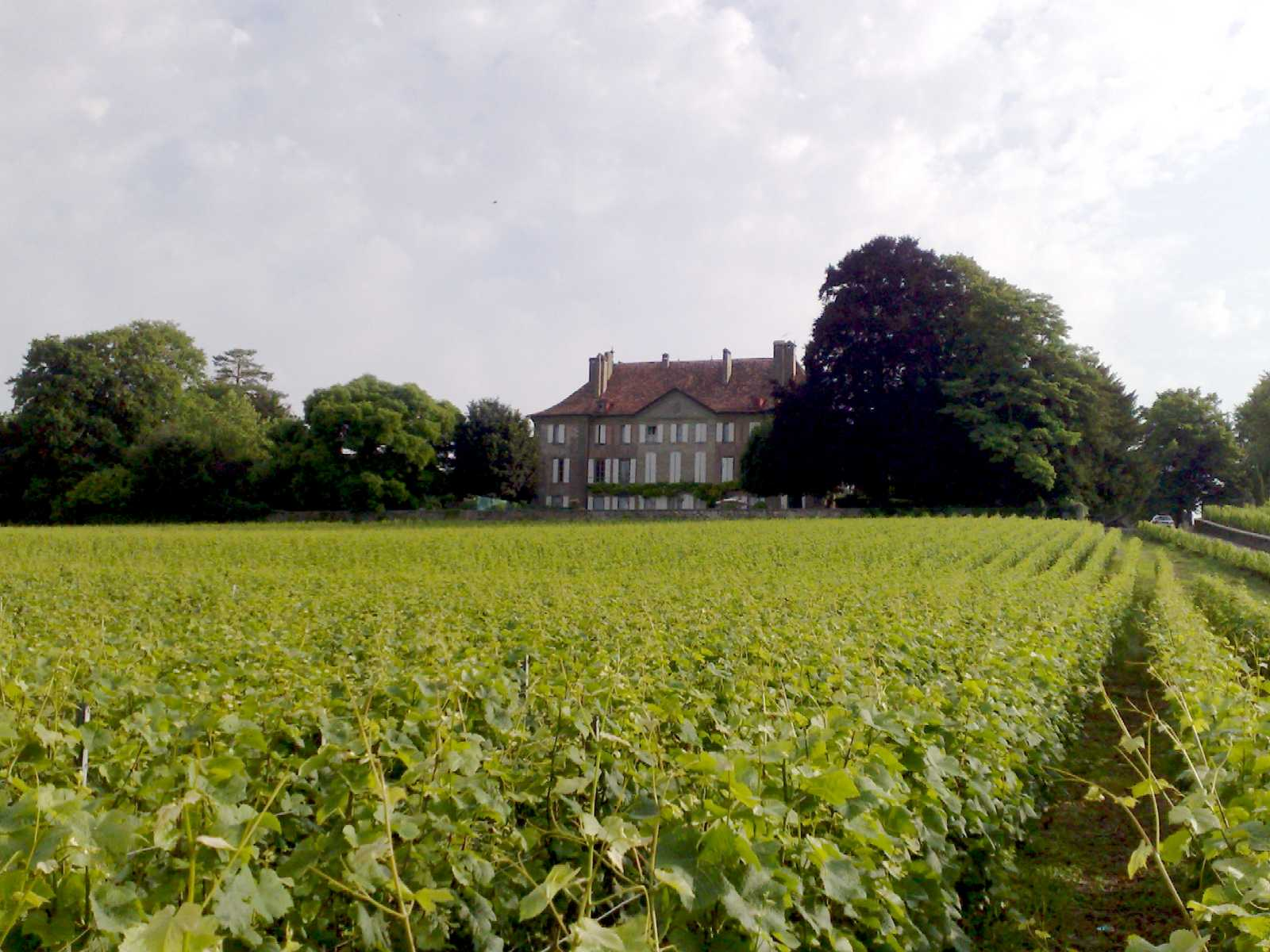
Castillo de Saint-Saphorin-sur-Morges.